# Eda (Eda)
Eda is een plaats in de gemeente Eda in het landschap Värmland en de provincie Värmlands län in Zweden. De plaats heeft 71 inwoners (2005) en een oppervlakte van 35 hectare.

## Eda kyrka
De kerk Eda kyrka werd tussen 1835 en 1839 gebouwd, als vervanging van een kerk uit de Middeleeuwen die ongeveer 300 meter zuidelijker ligt. In 1841 werd deze kerk door bisschop Aghard ingewijd. Het altaar in de kerk stamt uit 1600 en is gebouwd door Nils Falk. In de kerk is een kerkorgel te vinden uit het jaar 1930. In 1979 raakte de kerk beschadigd door brand en om die reden werd de kerk gerenoveerd.

## Geboren
- John Güttke (1931-2007), biatleet